# شیخ معروف
شیخ معروف، نام یک کوه در محدوده‌ی شهرستان سنندج در استان کردستان است، این کوه ۲۸۹۵ متر ارتفاع دارد و در ۲۳ کیلومتری جنوب غربی شهر سنندج قرار دارد.
این کوه در شمال غربی روستای یاینچوب قرار دارد. کوه شیخ معروف از شمال شرقی به کوه ملکه و از جنوب غربی به کوه توکلان متصل است و ادامه رشته کوه‌های زاگرس است.	